# Kasuga-taisha
El Gran Santuario Kasuga (春日大社 'Kasuga-taisha'?) es un santuario shinto en la ciudad de Nara, Prefectura de Nara, Japón. Fundado en 768 y reconstruido varias veces a lo largo de los siglos, es el santuario de la familia Fujiwara. El interior es famoso por sus muchas linternas, tōrō, de bronce, así como por las de piedra que iluminan el santuario.
El estilo arquitectónico Kasuga-zukuri toma su nombre del honden del Santuario de Kasuga.
El Santuario Kasuga, y el Bosque Primigenio Kasugayama cerca de él, están declarados por la Unesco como Patrimonio de la Humanidad como parte de los Monumentos históricos de la antigua Nara.
El camino a Kasuga-taisha atraviesa el Parque del Ciervo (donde manadas de ciervos pastan libremente). Miles de linternas de piedra se alinean a los lados del camino. El Jardín Botánico Man'yo está junto al santuario.

## Historia
El santuario llegó a estar bajo el patronazgo imperial durante el comienzo del periodo Heian. En el 965 el Emperador Murakami ordenó que los mensajeros imperiales fueran enviados a informar de eventos importantes al guardián del kami de Japón. Este heihaku fue inicialmente presentado a 16 santuarios, incluido Kasuga-taisha.
Desde 1871 a 1946, el Santuario Kasuga fue oficialmente designado como uno de los Kanpei-taisha Kanpei-sha (官幣大社?), lo que indicaba que se encontraba en más alto nivel de los santuarios financiados por el gobierno.

## Festivales
Durante los festivales de Setsubun Mantoro (2 al 4 de febrero) y Obon Mantoro (14 al 15 de agosto), los miles de linternas del Kasuga-tashi son encendidas simultáneamente.
El 13 de marzo es el Kasuga Matsuri ("Festival del mono"), el cual es característico por las puestas en escena de las danzas gagaku y bugaku.

## Galería de imágenes

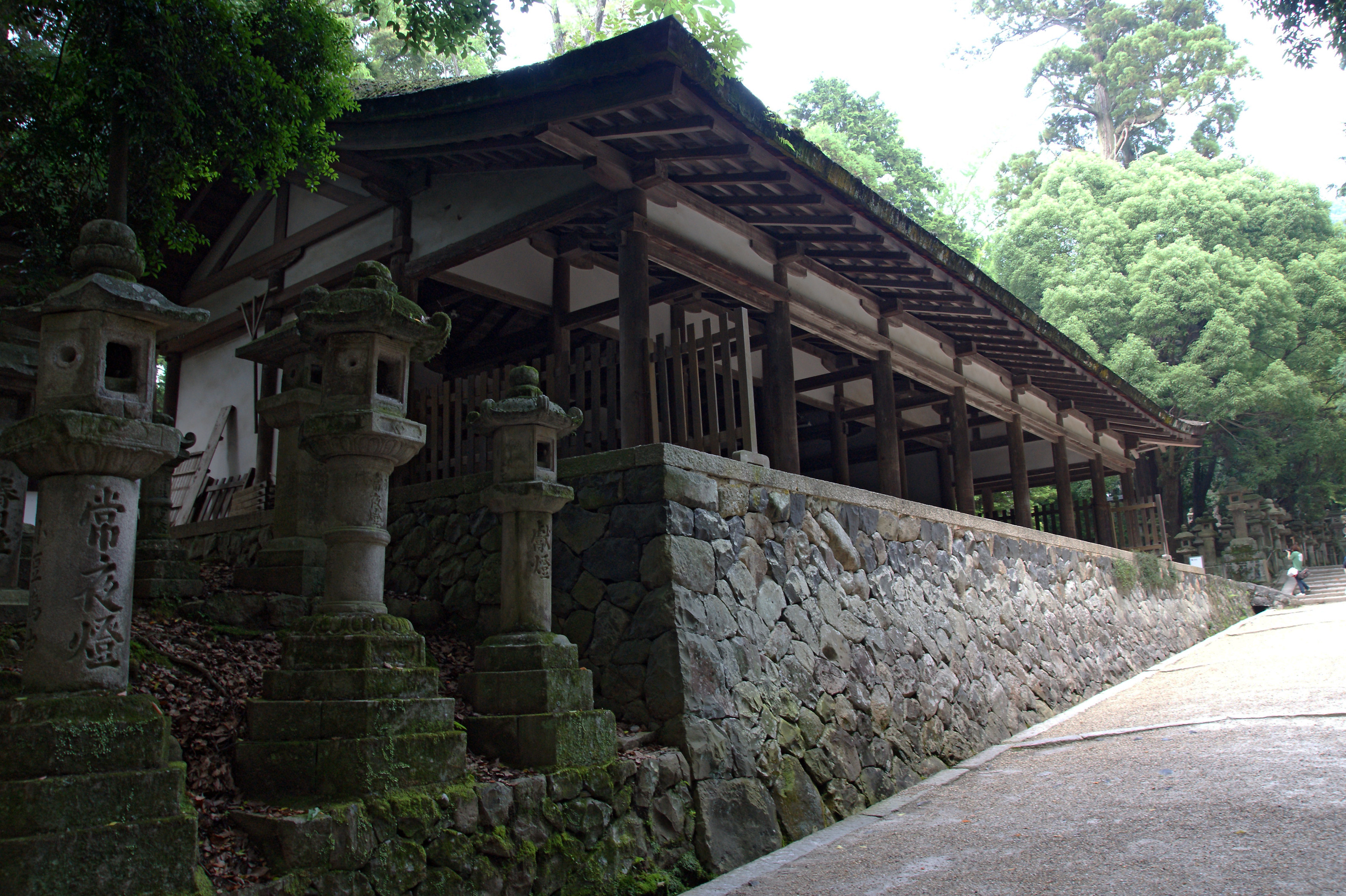
Chakutoden.
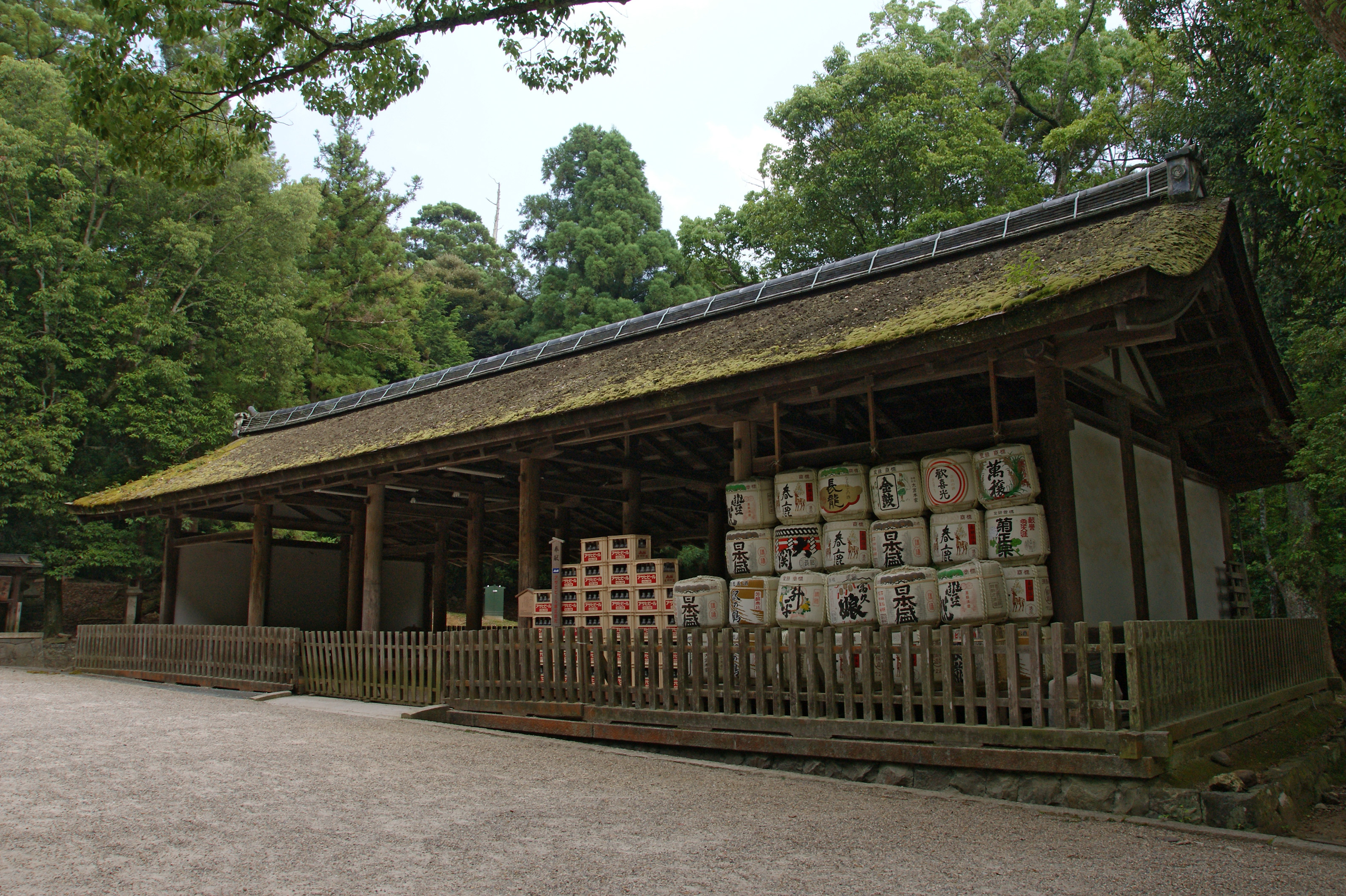
Kurumayadori.
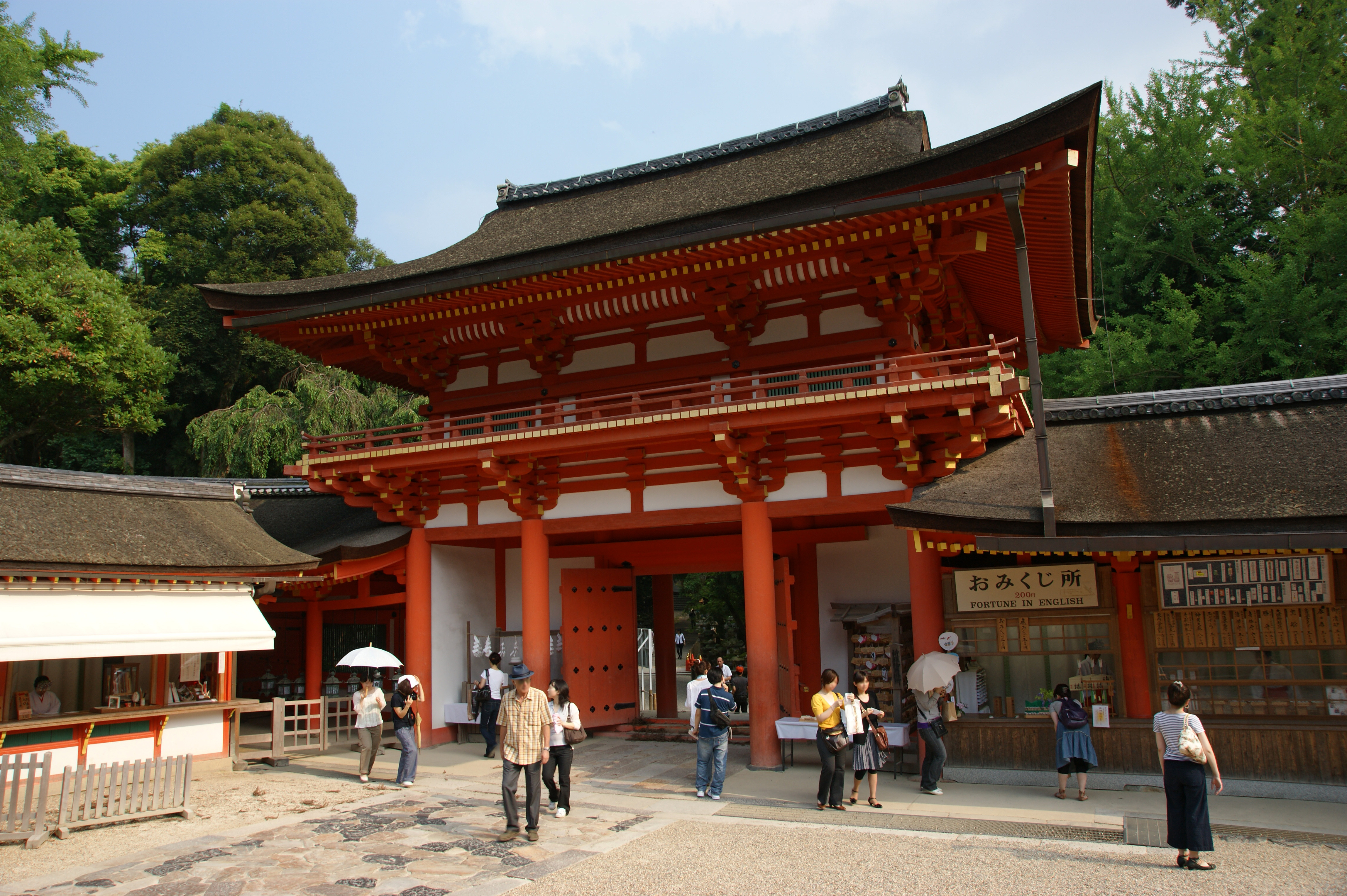
Minamimon.
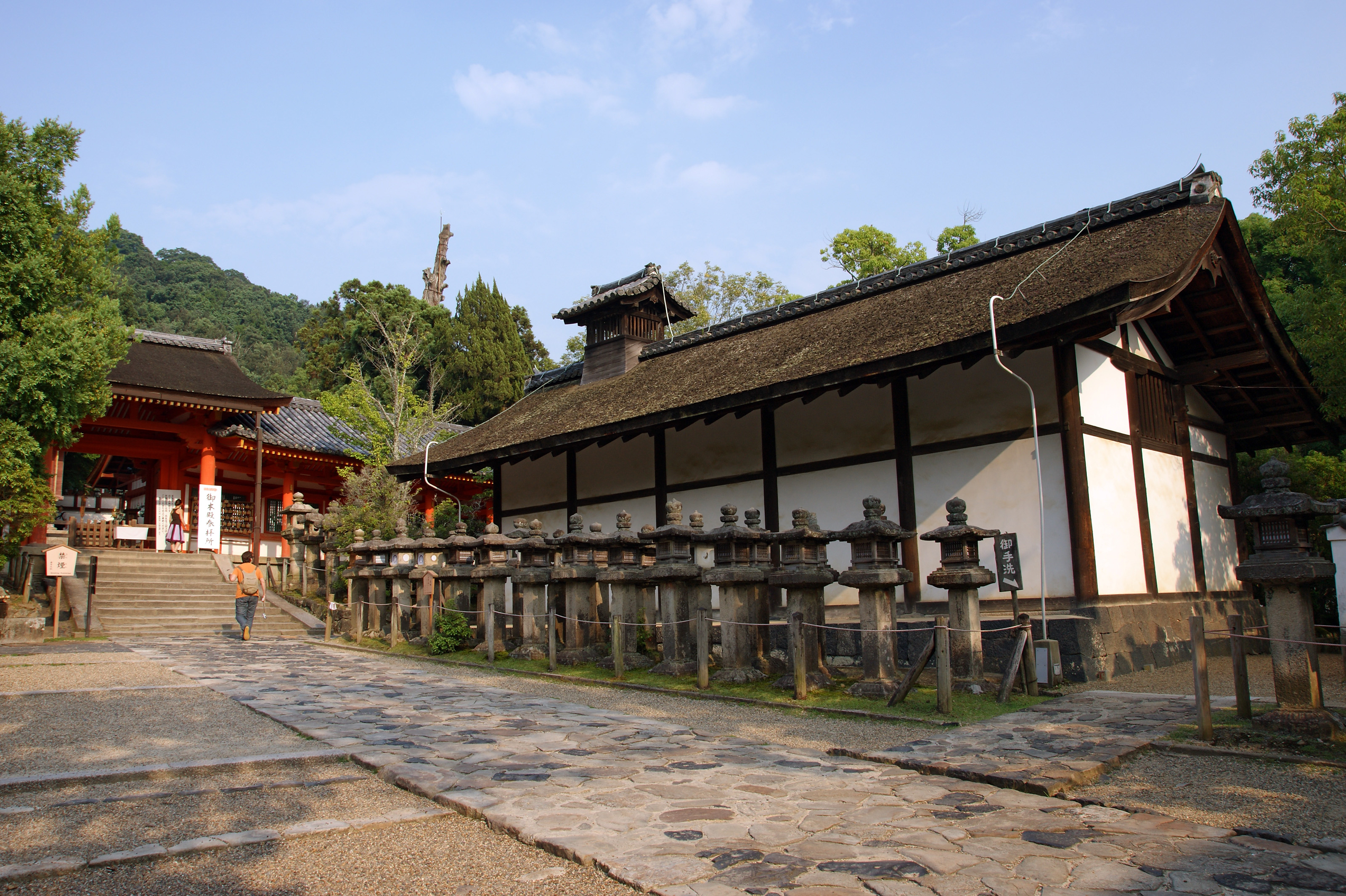
Sakadono.
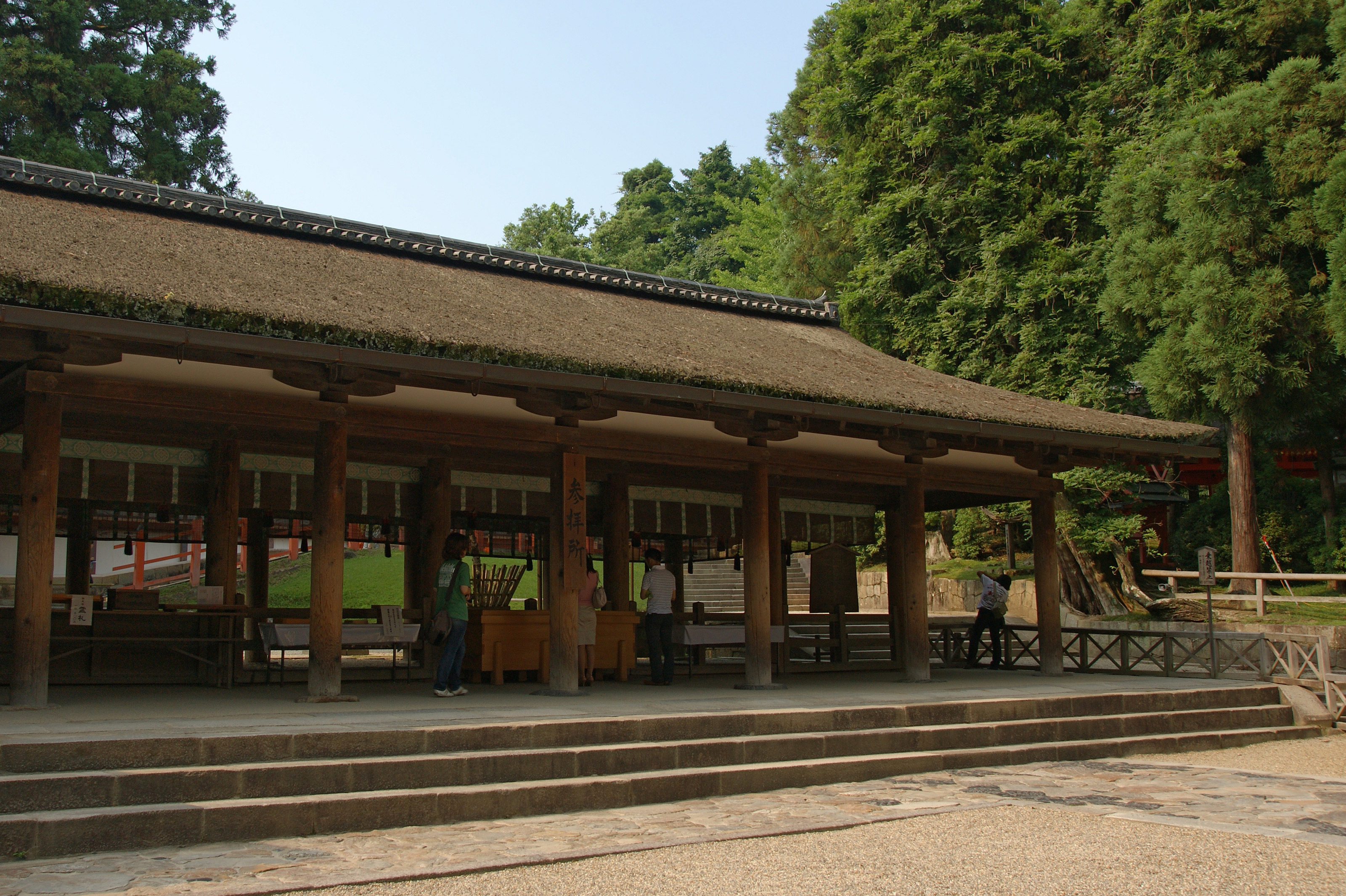
Heiden, Buden.
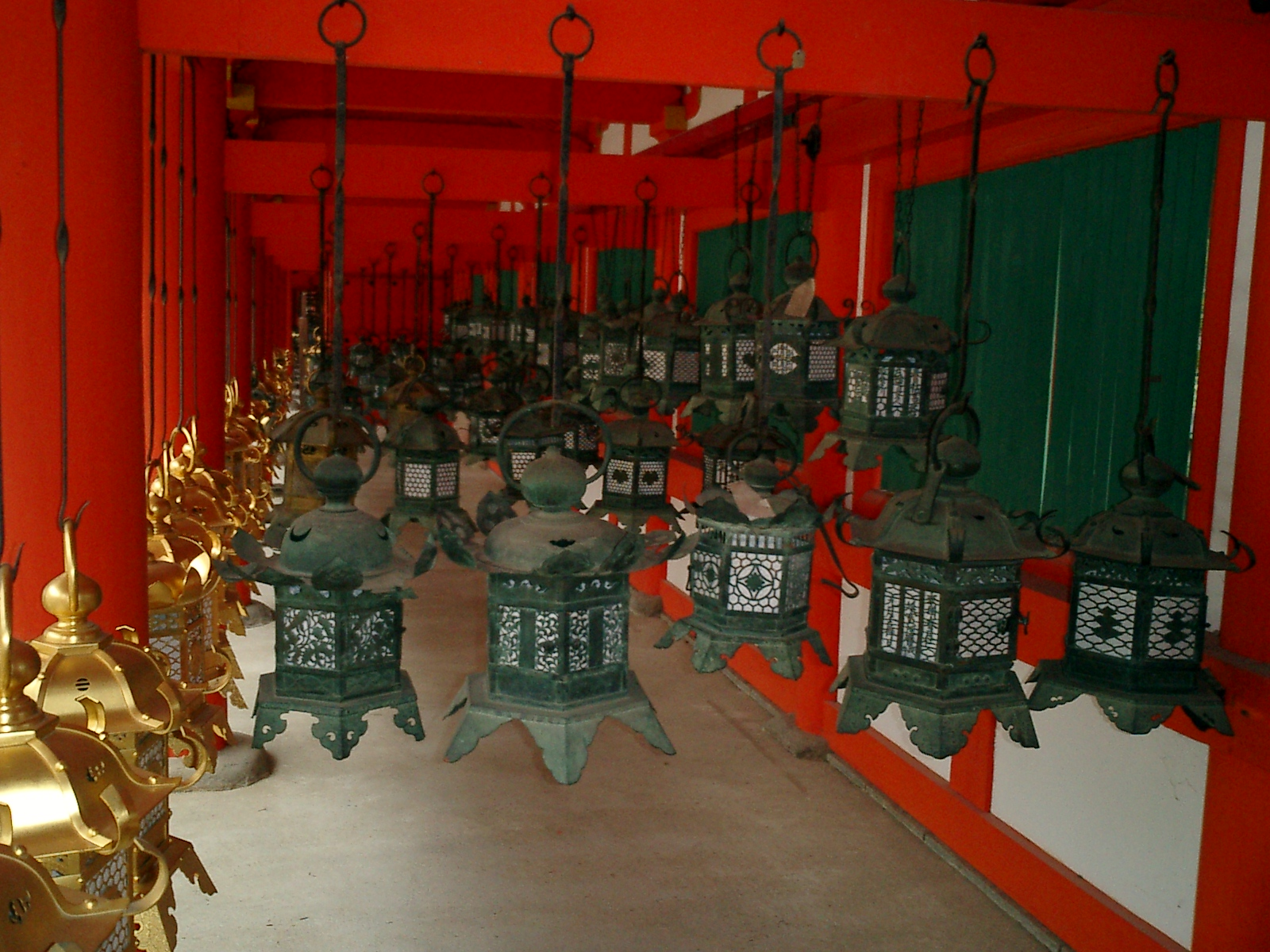
Keishoden.
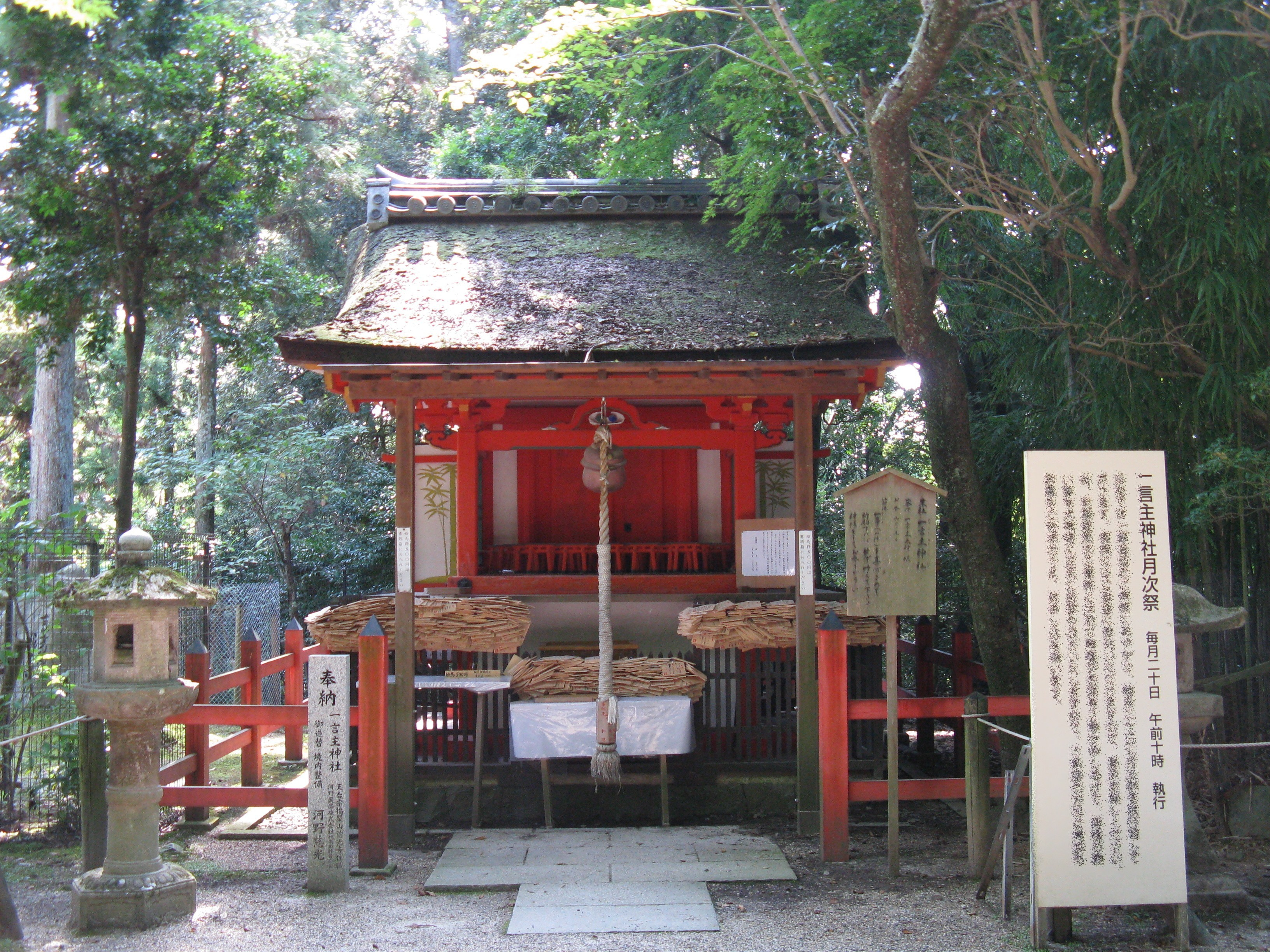
Pequeña capilla en el recinto del santurario.
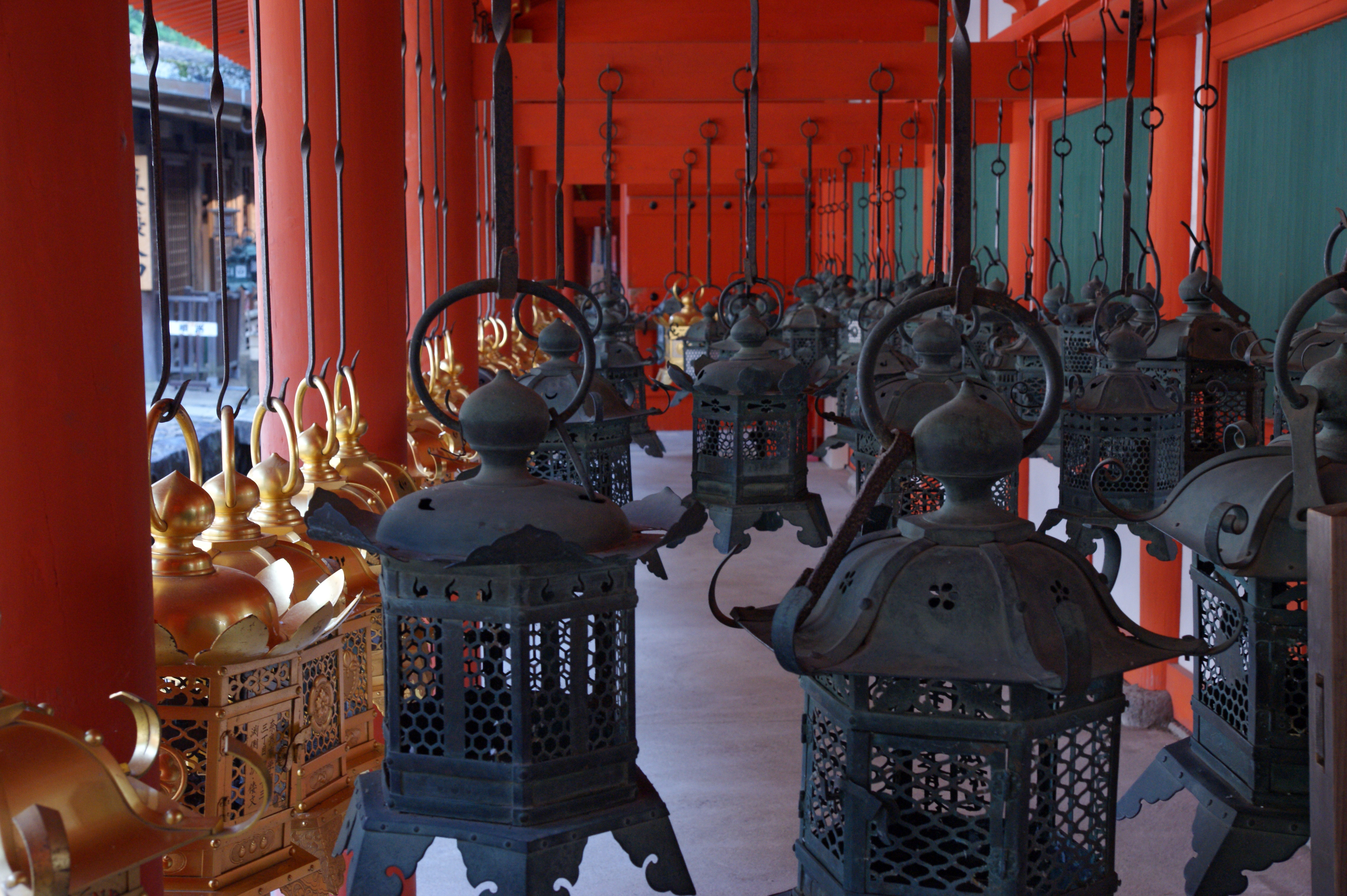
Linternas, tōrō.
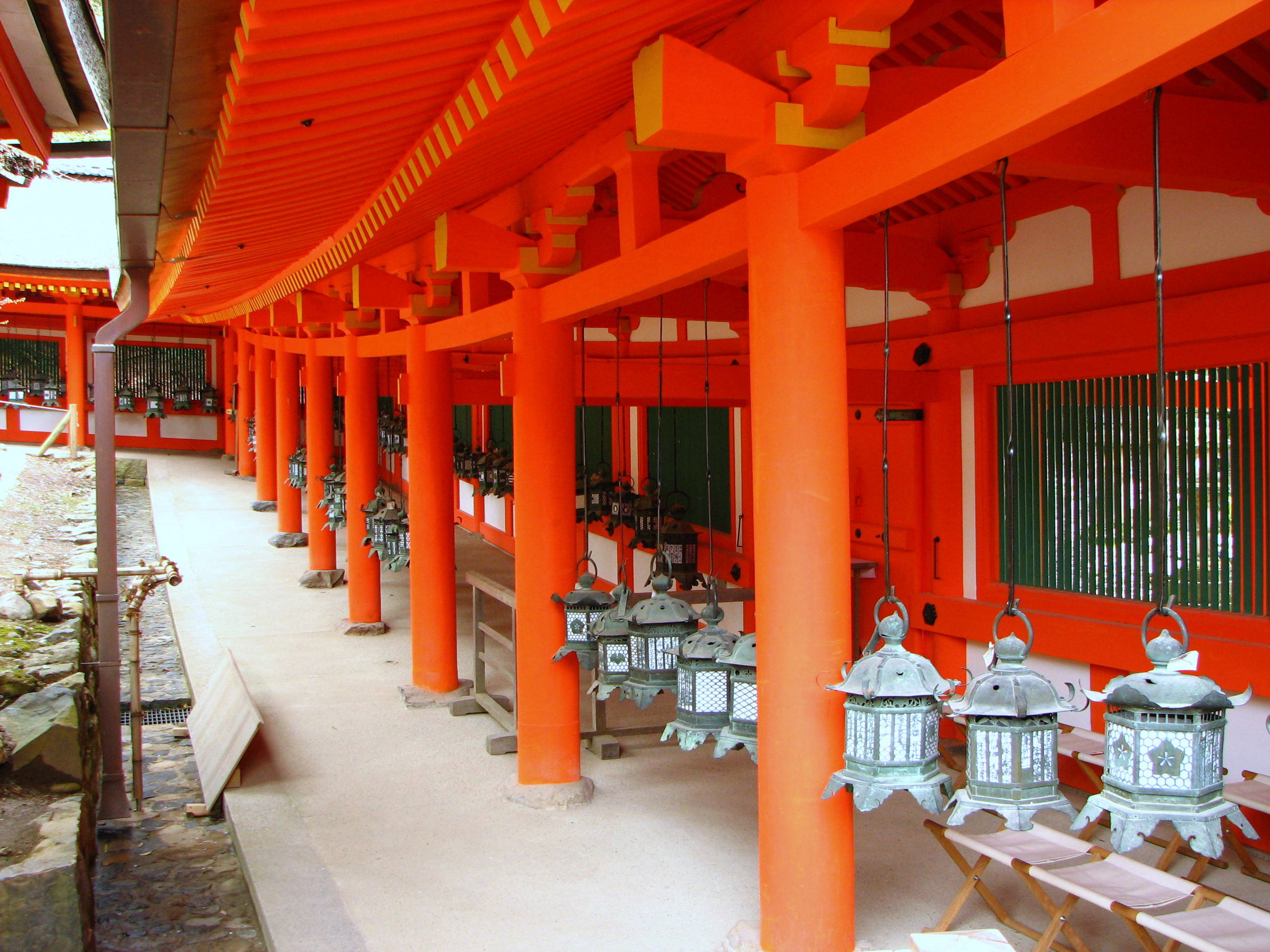
Linternas, tōrō.
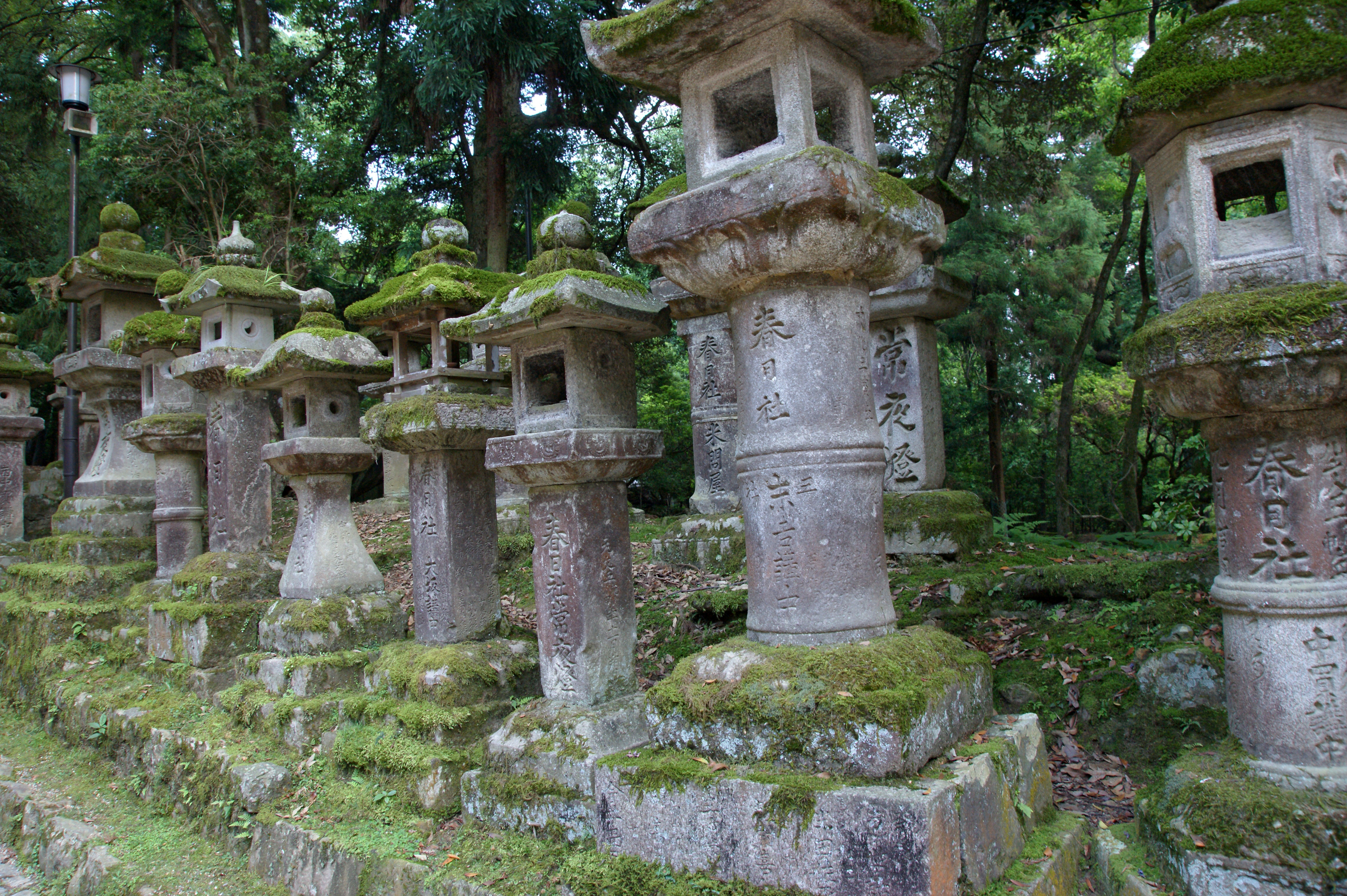
Linternas de piedra en el camino de acceso.jpg.
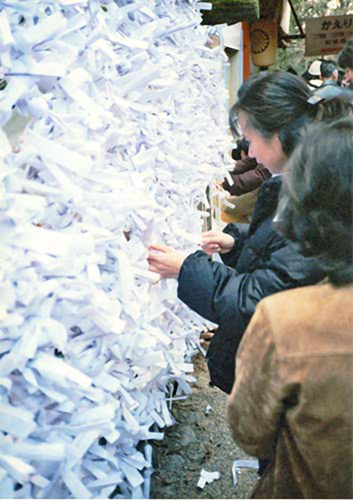
Anudando omikuji en el Santuario de Kasuga.
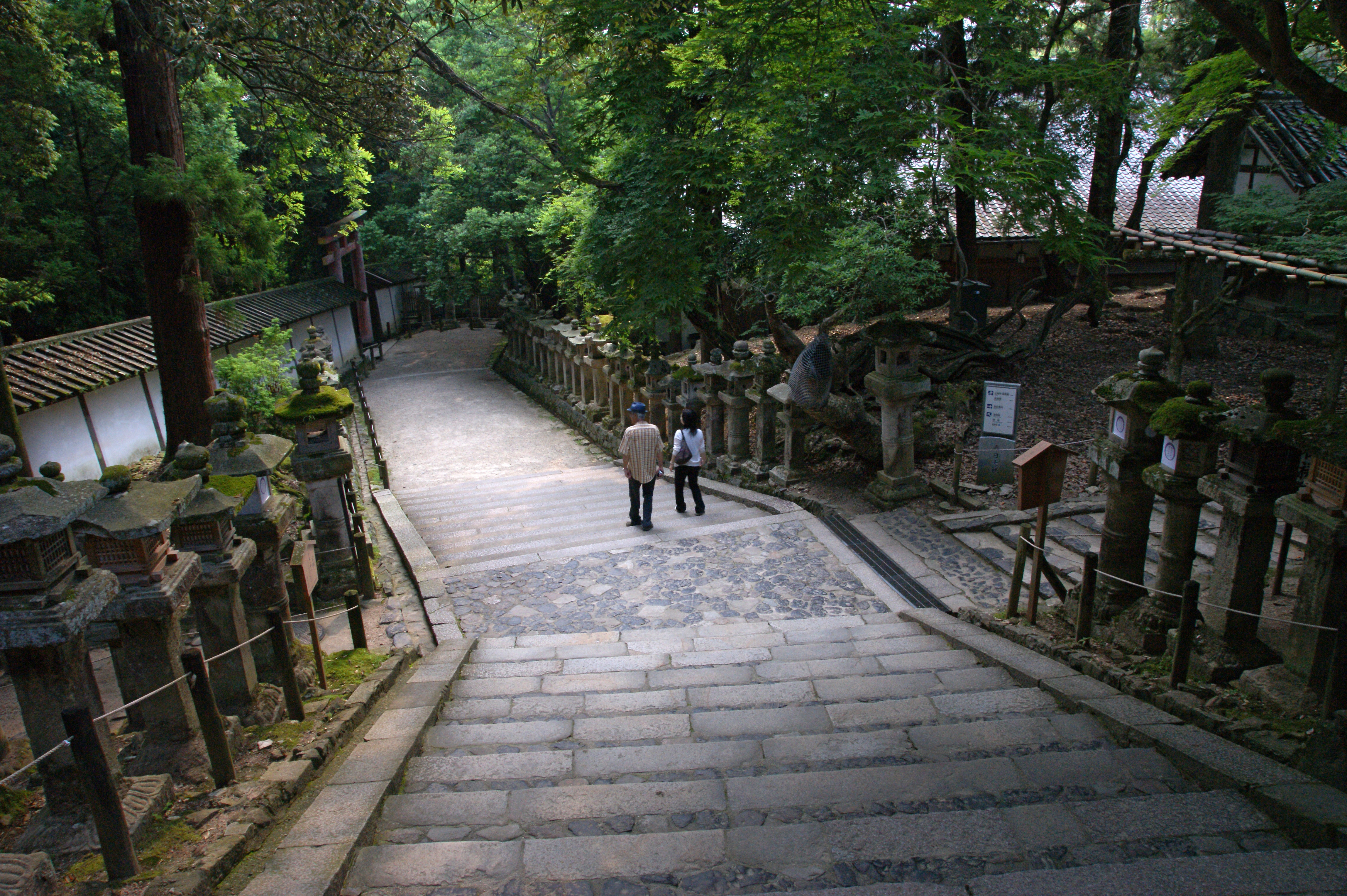
Camino de acceso al santuario guardado por filas de linternas de piedra.
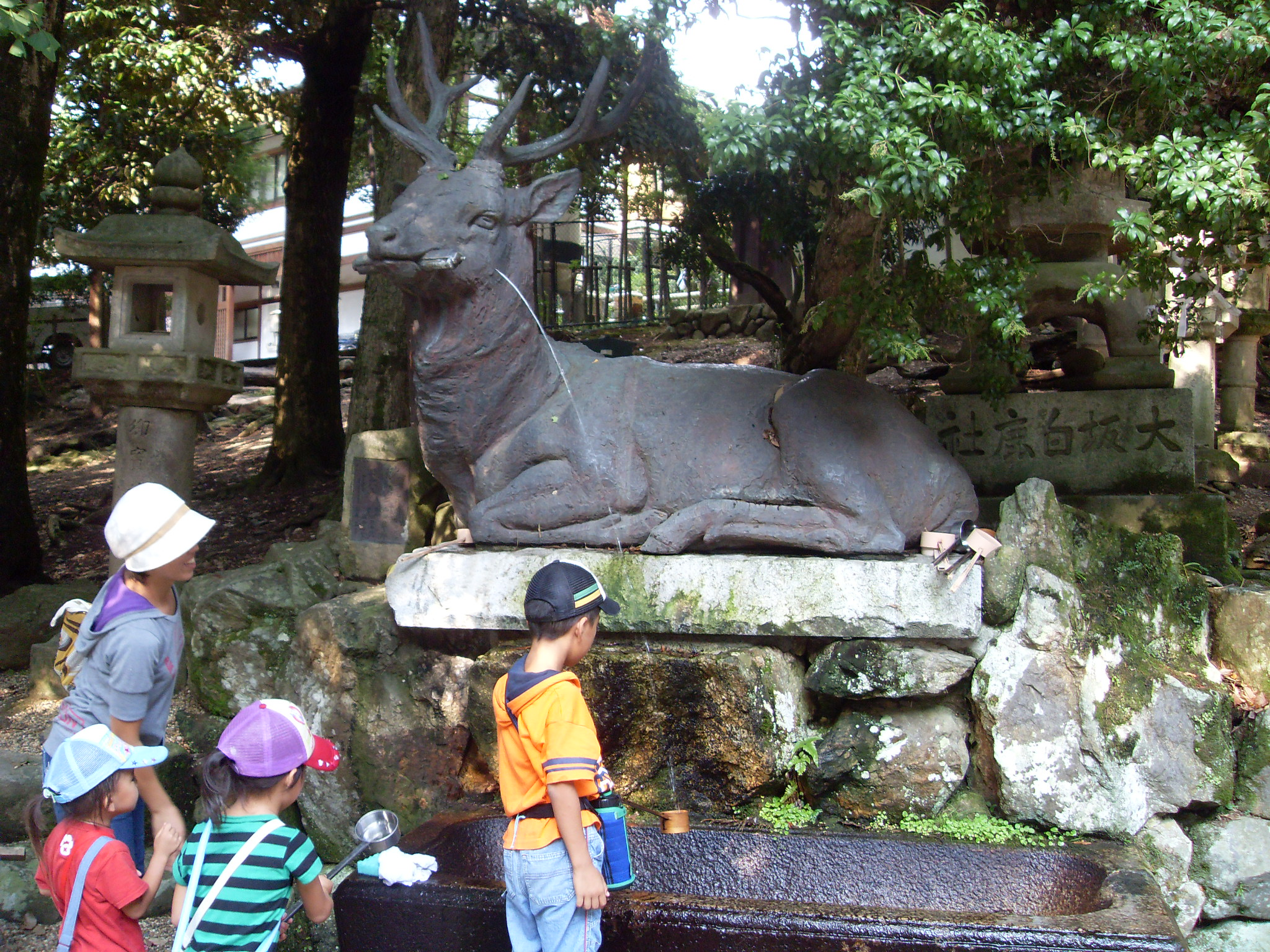
Temizuya con imagen de ciervo en el Parque de Nara.
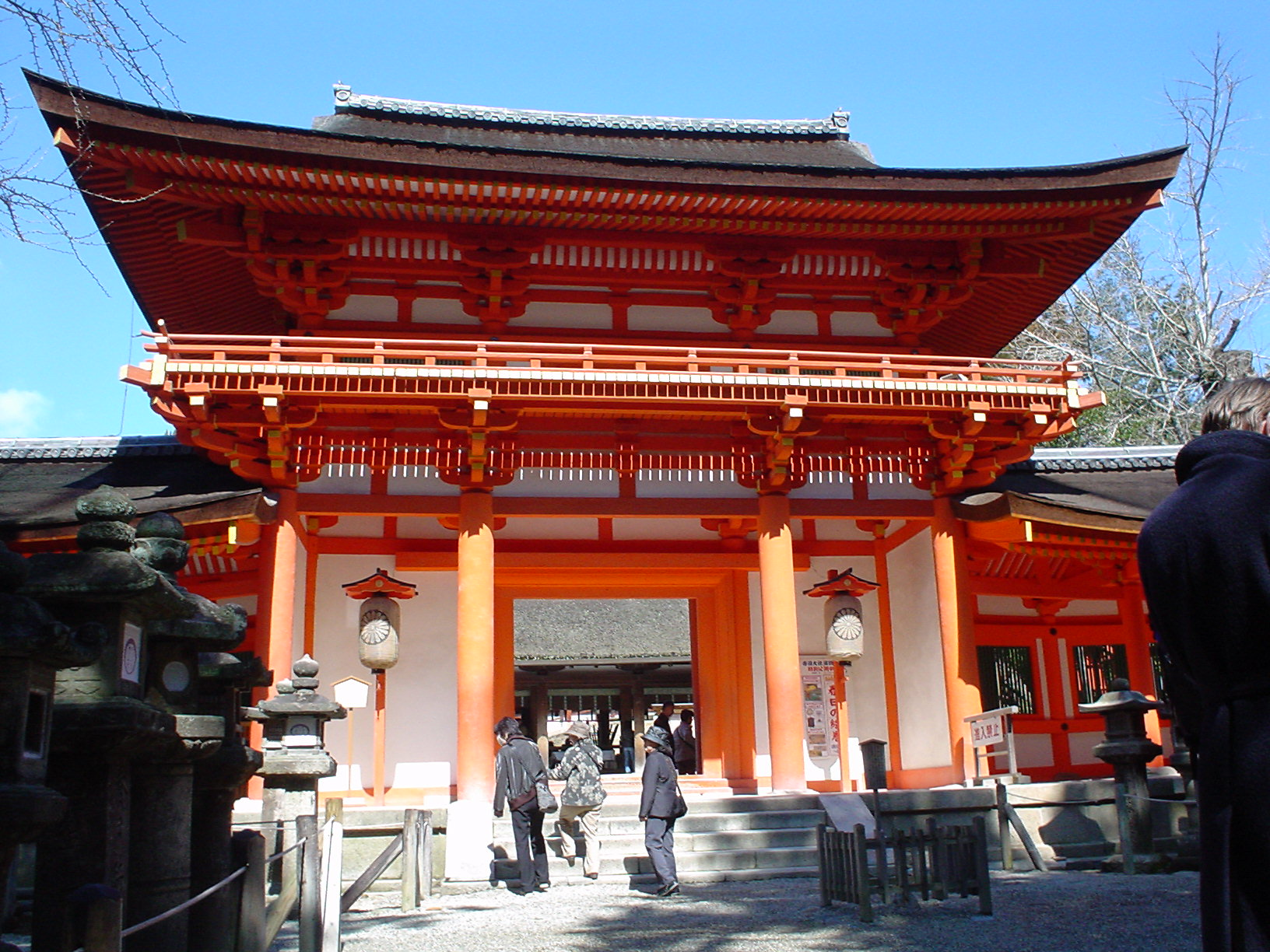
Puerta de acceso al santuario, romon.
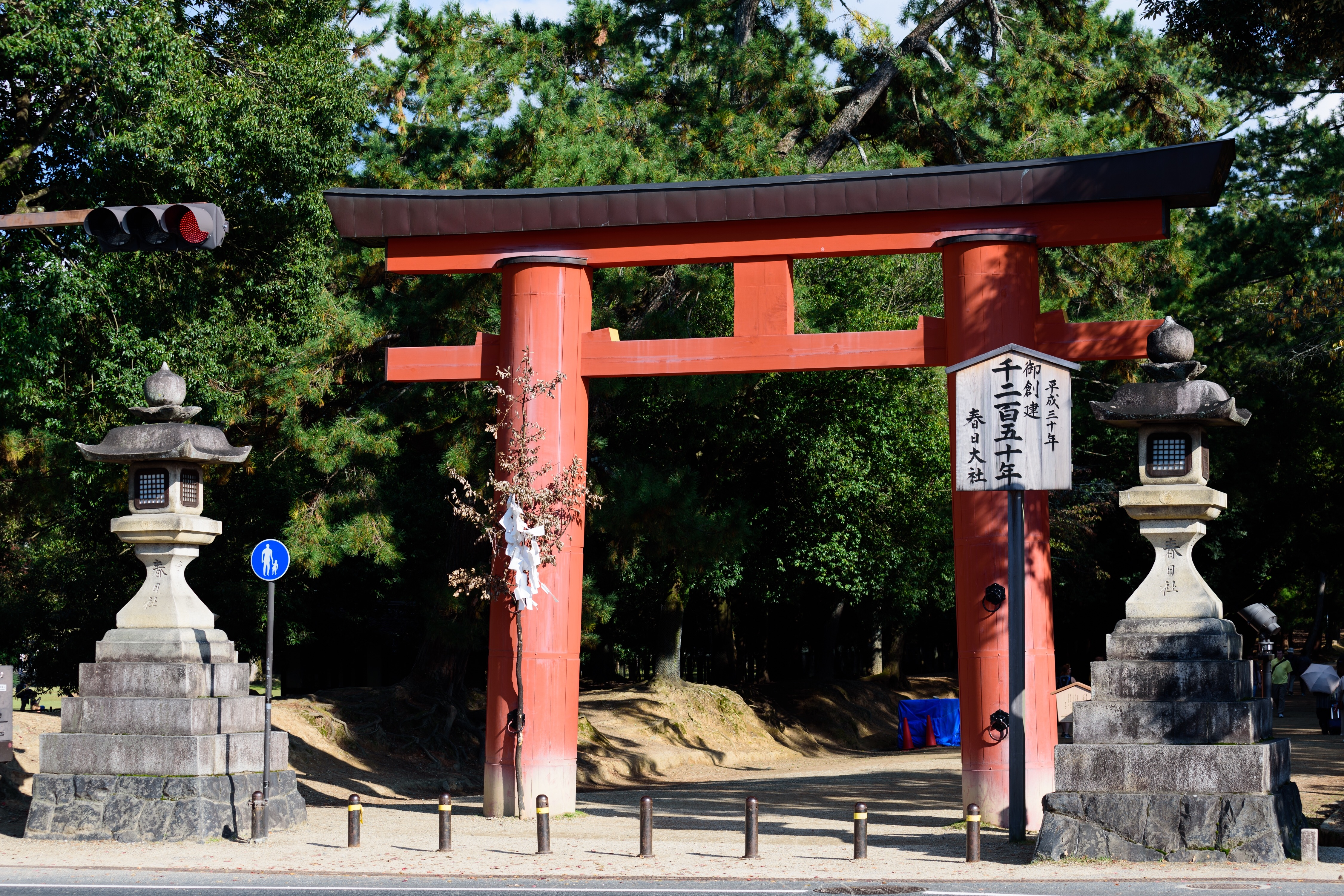
Ichi-no-Torii.